# Carlos Ibáñez
Carlos Ibáñez García (ur. 28 listopada 1930, zm. 26 września 2015) – piłkarz chilijski grający podczas kariery na pozycji napastnika.

## Kariera klubowa
Podczas kariery piłkarskiej Carlos Ibáñez występował w stołecznym klubie Magallanes.

## Kariera reprezentacyjna
W 1950 roku został powołany przez selekcjonera Arturo Bucciardiego do kadry na mistrzostwa świata w Brazylii. Na mundialu wystąpił w meczu z USA i był to jego jedyny występ w reprezentacji.